# Faber-Castell (Adelsgeschlecht)

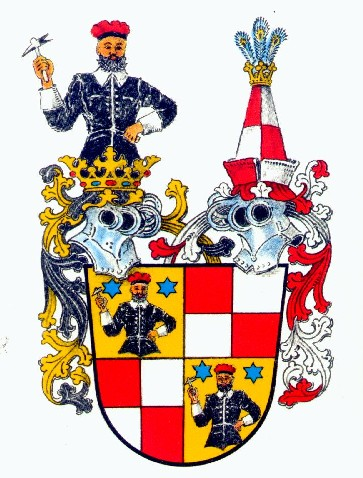
Wappen der Grafen von Faber-Castell

Das Adelsgeschlecht Faber-Castell ist eine Linie des fränkischen Adelsgeschlechts Castell. Mütterlicherseits geht sie auf die aus Stein bei Nürnberg, Deutschland, stammende Unternehmer- und Industriellenfamilie Faber zurück, die unter anderem seit dem 16. Jahrhundert in Mittelfranken unternehmerisch tätig ist. Die Familie gilt als eine der bedeutendsten und ältesten Wirtschaftsdynastien Deutschlands und agiert in neunter Generation in der Unternehmensgruppe um die Faber-Castell AG.

## Geschichte

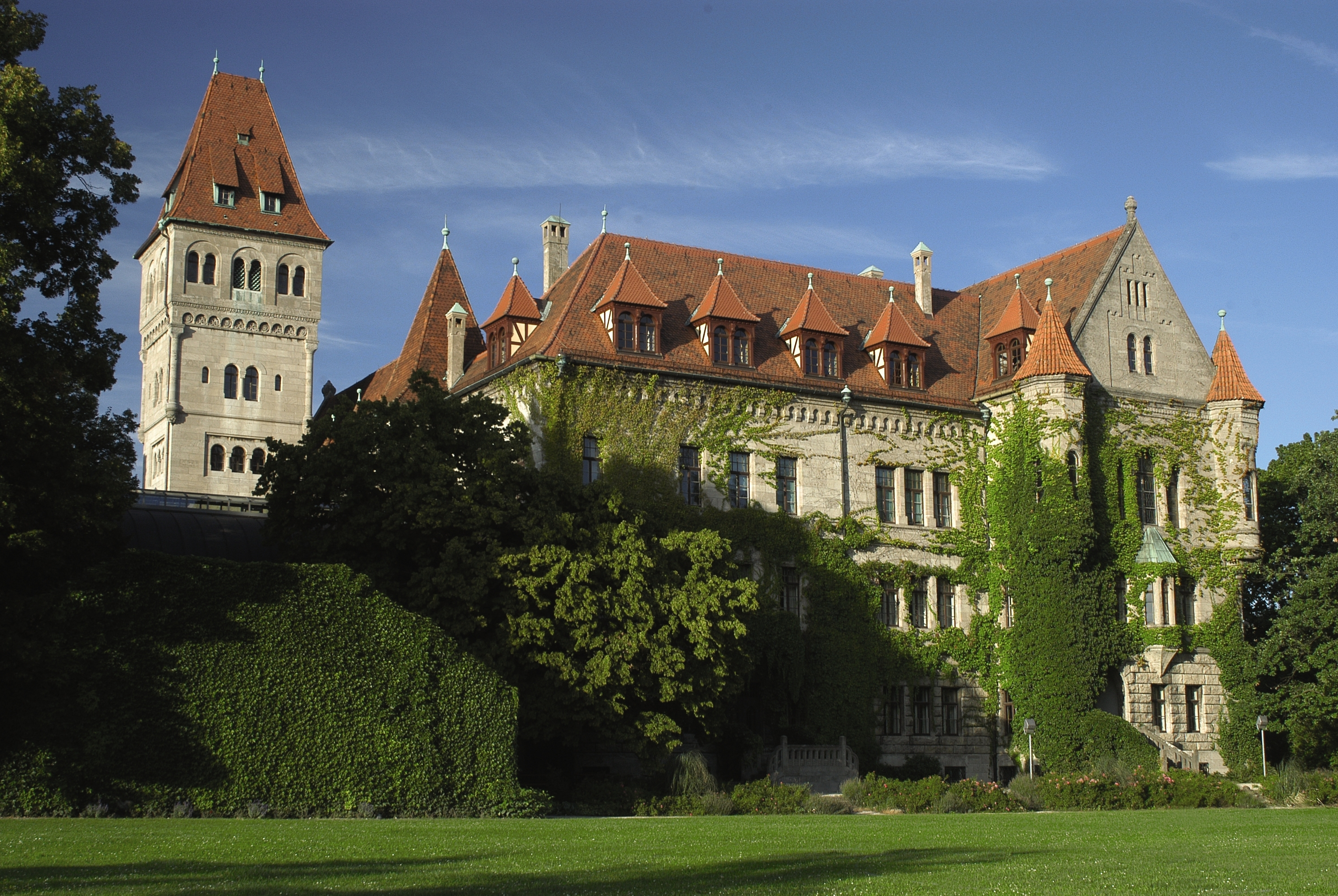
Faberschloss in Stein bei Nürnberg

Die im Jahr 1761 von Kaspar Faber (1730–1784) gegründete A. W. Faber Bleystiftwerke gelten als ältestes Industrieunternehmen der Welt. Im Jahr 1851 wurde durch seinen Nachfolger Lothar Freiherr von Faber eine Bleistiftnorm eingeführt, die noch heute richtungsweisend für die gesamte Bleistiftindustrie ist. Außerdem gründete er 1884 die Nürnberger Versicherung als erste bayerische Lebensversicherungs-AG.
Für seine Verdienste wurde er 1881 geadelt, wodurch die freiherrliche Familie von Faber entstand. Faber baute einen repräsentativen Firmensitz am Faberschloss. Er wurde 1874 mit einer Petition an den Deutschen Reichstag „zur Schaffung eines Markenschutzgesetzes“ zum Wegbereiter des Markenschutzgesetzes in Deutschland; seine Bleistift-Marke wurde 1875 als erstes Produkt der Welt markenrechtlich geschützt.
Lothars Enkelin Ottilie (1877–1944) heiratete 1898 den Grafen Alexander zu Castell-Rüdenhausen aus der standesherrlichen, vormals reichsunmittelbaren fränkischen Familie. Sie übernahmen nach Lothars Tod 1896 die Firma, wodurch sich der neue Firmenname Faber-Castell ergab. Graf Alexander verzichtete auf seine Zugehörigkeit zum Haus Castell und erhielt mit Genehmigung des bayerischen Königs den Namen und Titel Graf von Faber-Castell.
Ihr Sohn Roland Graf von Faber-Castell (1905–1978) war der letzte Alleininhaber der Firmen Johann Faber und Faber-Castell in 7. Generation, er führte den Gesamtkonzern 50 Jahre lang als Firmenchef. Er war dreimal verheiratet und hatte aus zwei Ehen acht Kinder. Die Ehe mit seiner ersten Frau, Alix-May von Frankenberg und Ludwigsdorf (1907–1979), deren Mutter eine geborene von Oppenheim aus der Inhaberfamilie des Bankhauses Sal Oppenheim jr. & Cie war, wurde überschattet von antisemitischen Übergriffen, da ihr Großvater, der Bankier Eduard Freiherr von Oppenheim, ein (evangelisch konvertierter) Jude gewesen war. Dennoch wurde die Familie aufgrund ihrer jüdischen Herkunft verfolgt. Alix-May und ihre Familie verblieben zunächst in Deutschland, um das Bankhaus nicht zu verlieren. Im Jahr 1935 wurde die Ehe von Alix-May und Roland Graf von Faber-Castell geschieden, nachdem die Wochenzeitung Der Stürmer ihren luxuriösen Lebensstil angeprangert hatte und die Einfahrt zum Faberschloss mit der Hetzparole „Die Oppenheim, das Judenschwein, muss raus aus Stein“ beschmiert worden war. Alix-May emigrierte später in die Schweiz.
In zweiter Ehe heiratete Roland Graf von Faber-Castell Katharina Sprecher von Bernegg. Ihr gemeinsamer Sohn Anton-Wolfgang Graf von Faber-Castell (1941–2016) war fast 40 Jahre lang in der achten Generation Vorstandsvorsitzender. Um Mehrheitsentscheidungen zu ermöglichen, kaufte er Anteile von Geschwistern und deren Kindern auf. Sein jüngerer Bruder, Andreas Graf von Faber-Castell, betreute von Australien aus den asiatischen Markt.
Der Hoffmann-La Roche Unternehmer, Paul Sacher (1906–1999), war der eigentliche leibliche Vater zweier Töchter von Roland Graf von Faber-Castell, was jedoch erst in seinem Testament an das Tageslicht geriet. Der aus erster Ehe stammende Hubertus Graf von Faber-Castell (1934–2007) verkaufte den Großteil seiner Anteile am Unternehmen an seinen Halbbruder Anton-Wolfgang. Er ging nach China und baute dort einen Fernsehsender auf; von der chinesischen Regierung wurde er als „großer Freund Chinas“ bezeichnet und später als erster Europäer zum Ehrenbürger der Stadt Peking ernannt. Sein Sohn Patrick Graf von Faber-Castell heiratete 2007 die Schauspielerin Mariella Ahrens im Faberschloss. Patrick und seine Geschwister Caroline Gräfin von Faber-Castell-Gotzens und Floria-Franziska Landgräfin von Hessen (Ehefrau des Heinrich Donatus von Hessen) sind Eigentümer einer der bedeutendsten Silber- und Schmucksammlungen Deutschlands. Der Großteil der Stücke ist in diversen deutschen Museen der Öffentlichkeit zugänglich. Die Privatsammlung wurde ins Kunstmuseum Köln aufgenommen.

## Wappen
Das Wappen der Grafen von Faber-Castell geht aus der Heirat zwischen Ottilie von Faber und Alexander Graf zu Castell-Rüdenhausen hervor. Es viert die rot-weißen Farben derer zu Castell-Rüdenhausen mit dem goldgrundigen Wappen derer von Faber. Durch diese Heirat entstand eine neue Familienlinie. Roland Graf von Faber-Castell war als erster geborener Graf von Faber-Castell und letzter Alleinerbe des Familienvermögens, der Begründer der Familie.

## Stammliste
- A1. (I.) Roland Lothar Wolfgang Christian Ernst Wilhelm von Faber-Castell, Alleininhaber der Faber-Castell AG; * 21. April 1905 in Schwarzenbruck; † 2. Februar 1978 in Ansbach; ⚭ I. (23. Januar 1928 in London, 0|0 1935) Alix-May von Frankenberg-Ludwigsdorf, * 20. September 1907 in München; † 19. Dezember 1979 in Polop, Spanien; ⚭ II. (8. Dezember 1938 in Stein, 0|0 1969) Katharina Sprecher von Bernegg, * 24. Juni 1917 in Zürich; † 22. April 1994 in Küsnacht; ⚭ III. (14. August 1969 in Stein) Ursula Boden, * 4. Oktober 1924 in Wurzen; † 8. November 2003 in Wien
  - B1. Felicitas Ottilie Viktoria-Luise Marie Antoinette Berta von Faber-Castell, Miteigentümerin der Faber-Castell AG; * 10. Juli 1929 in Stein; ⚭ (20. Juli 1966 in München) Tschammer Wagner, * 11. April 1928 in Neiße
  - B2. Erika-Elisabeth Wilhelmine Margarete von Faber-Castell Miteigentümerin Faber-Castell AG; * 2. September 1930 in Dürrenhembach; ⚭ (16. November 1953 in Stein) Edzard Graf von Wedel-Gödens, Baron Wedel-Jarlsberg, * 15. Februar 1924 in Göttingen; † 12. Juni 1969 in Zürich
  - B3. Alexander-Roland Wulf-Diether Konrad Alfred Lothar von Faber-Castell, Miteigentümer der Faber-Castell AG (einer von drei Haupterben); * 27. April 1932 in Stein; † 22. September 2004 in Haibach, Oberösterreich; ⚭ (29. Juli 1958 in Appelhof, 0|0 1962) Alke Lahmann, * 25. Oktober 1936 in Berlin-Wilmersdorf
    - C1. Constantin Alexander Karl Christian von Faber-Castell; * 5. November 1958 in Herrsching am Ammersee; ⚭ (26. Juni 1992 in Erfurt) Kristin Glozinski, * 9. Juni 1966 in Erfurt
      - D1. Camilla Marie Mariella Alke Sigrid von Faber-Castell

    - C2. Lothar Alexander Carl-Otto Lüder von Faber-Castell; * 29. März 1960 in Nürnberg; ⚭ (20. November 1992 in Nürnberg) Petra Götz, * 8. Dezember 1965 in Nürnberg
      - D1. Maximilian von Faber-Castell

  - B4. Hubertus Alexander Wolfgang Rüdiger Emanuel Wilhelm von Faber-Castell, Miteigentümer der Faber-Castell AG (einer von drei Haupterben, verkaufte einen Großteil seiner Anteile an seinen Bruder Anton-Wolfgang und gründete private Fernsehsender in China, die er an den Staat verkaufte); * 8. April 1934 in München; † 29. Januar 2007; ⚭ I. (20. Mai 1960 in Frankfurt am Main, 0|0 1967) Liselotte Baecker, * 20. August 1939 in Frankfurt am Main; ⚭ II. (15. März 1970 in Meerbusch (civ.), 21. März 1970 in Meerbusch (rel.), 0|0 1982) Adelheid Freiin von der Leyen zu Bloemersheim, * 6. November 1945 in Homberg; † 23. Mai 2010 in Wiesbaden
    - C1. (I.) Caroline Elisabeth Renate Ottilie von Faber-Castell[18]; * 20. August 1961 in Düsseldorf; ⚭ (22. September 1989 in Düsseldorf (civ.), 29. Juli 1990 in Schloss Stein, Stein (rel.)) Dr. Michael Gotzens, * 3. März 1958 in Düsseldorf
      - D1. Antonia-Sophie Gotzens[19]
      - D2. Alessandra-Louisa Gotzens
      - D3. Nicholas Gotzens

    - C2. (I.) Patrick Alexander Hubertus von Faber-Castell[20]; * 4. Juni 1965 in Düsseldorf; ⚭ (12. Dezember 2006 in New York City (civ.), 7. Juli 2007 in Schloss Stein, Stein, 0|0 2015) Mariella Ahrens, * 2. April 1969 in Leningrad, Sowjetunion
      - D4. Lucia Marie Christina von Faber-Castell

    - C3. (II.) Floria-Franziska Marie-Luise Erika von Faber-Castell[16]; * 14. Oktober 1974 in Düsseldorf; ⚭ (25. April 2003 in Wiesbaden (civ.), 17. Mai 2003 in Kronberg (rel.)) Landgraf Heinrich Donatus von Hessen, * 17. Oktober 1966 in Kiel
      - D1. Moritz Prinz von Hessen[21]
      - D2. Paulina Prinzessin von Hessen
      - D3. August Prinz von Hessen

  - B5. Angela Katharina Edith Alexandra von Faber-Castell, Miteigentümerin der Faber-Castell AG; * 4. Juli 1939 in Nürnberg; † 29. August 1991 in München; ⚭ (29. August 1959 in Chêne-Bougeries, Schweiz (civ.), 17. Oktober 1959 in Stein (rel.), 0|0 1986) Heinrich von Kölichen, * 18. August 1926 in Kittletztreben; † 6. Juni 1991 in München
  - B6. Anton-Wolfgang Lothar Andreas von Faber-Castell, Miteigentümer der Faber-Castell AG (einer von drei Haupterben – sowie Vorstandsvorsitzender); * 7. Juni 1941 in Bamberg; † 21. Januar 2016 in Houston, Texas; ⚭ I. (16. Juni 1986 in Las Vegas, 0|0 1986) Carla Mathilde Lamesch, * 15. Juli 1942 in Luxemburg; † 18. Mai 2010 in Little Rock; ⚭ II. (12. Dezember 1987 in Stein) Mary Hogan, * 25. November 1951 in St. Louis, Missouri
    - C1. (I.) in die Ehe gebracht, Charles Alexander von Faber-Castell; * 1980 in Zürich; ⚭ (30. September 2011 in Stein (civ.), 26. Mai 2012 in Stein (rel.)) Melissa Eliyesil, * 1984 in Istanbul
      - D1. Leonhard Alexander Anton-Wolfgang von Faber-Castell[22]
      - D2. Carla Victoria Adelaida von Faber-Castell[23]

    - C2. (II.) Katharina Elisabeth von Faber-Castell
    - C3. (II.) Victoria von Faber-Castell[24]
    - C4. (II.) Sarah von Faber-Castell

  - B7. Andreas Wilhelm Christian Eberhard von Faber-Castell, Miteigentümer der Faber-Castell AG; * 1. Juni 1946 in Dürrenhembach; ⚭ (6. Januar 1973 in Princeton, New Jersey) Virginia Ruth Porter, * 31. Januar 1947 in Trenton, New Jersey
    - C1. Natalie Grace Anna Katharina von Faber-Castell; * 1976 in Sydney; ⚭ (8. Oktober 2005 in Stein) Salvatore Lacaria, * 16. Dezember 1968[25]
    - C2. Alea Virginia Andrea Christina von Faber-Castell; * 1978 in Sydney; ⚭ (8. Januar 2006 in Sydney) Brian Martin McGabhan
    - C3. Anton Andreas Wilhelm Christian Alexander von Faber-Castell; * 1983 in Sydney; ⚭ (16. Mai 2014 (civ.), 17. Mai 2014 (rel.)) Kate Stahl[26]

  - B8. Christian Albrecht Bernhard Konstantin von Faber-Castell, Miteigentümer der Faber-Castell AG; * 17. Mai 1950 in Konstanz; ⚭ (11. Oktober 1987 in Küsnacht) Barbla Mani, * 4. November 1951 in Thusis, Schweiz
    - C1. Alexandra von Faber-Castell

  - B9. Katharina Lucia Ricarda Emilie von Faber-Castell (natürliche Tochter von Paul Sacher, Unternehmer (Hoffmann-La Roche) und Katharina von Faber-Castell, geb. Sprecher von Bernegg)[12][13]; * 12. August 1952 in Zürich; ⚭ (25. August 1989 in Zürich) Bruno Guglielmetti, * 12. Februar 1951 in Zürich
  - B10. Cornelia von Faber-Castell (natürliche Tochter von Paul Sacher und Katharina von Faber-Castell, geb. Sprecher von Bernegg); * 27. August 1961 in Zürich; ⚭ I. (30. August 1991 in Küsnacht, 0|0 2006) Serge Perriard, * 11. Juli 1961 in Zürich; ⚭ II. (2. September 2011 in Küsnacht) Claudio Maira, * 7. November 1974 in Wadenswil

## Filmische Bearbeitung
2019 verfilmte Claudia Garde die Geschichte von Ottilie von Faber-Castell als Firmenerbin.